# میرچئا دیاکونو
میرچئا دیاکونو (رومانیایی: Mircea Diaconu؛ ‏تلفظ رومانیایی: [ˈmirt͡ʃe̯a diˈakonu]؛ ۲۴ دسامبر ۱۹۴۹ – ۱۴ دسامبر ۲۰۲۴) بازیگر، نویسنده و سیاستمدار اهل رومانی بود.
از فیلم‌هایی که وی در آنها نقش داشته‌است، می‌توان به انفجار، چگونه قیامت را گذراندم، پیامبر، طلا و اهالی ترانسیلوانی، نشان مار، میتیکا، زنگ‌ها برای چه به صدا درآمده‌اند؟ و نیکوکاری اشاره کرد.